# The Chronicles of Narnia: Prince Caspian
The Chronicles of Narnia: Prince Caspian é um filme britânico-americano de 2008, produzido pela Disney e Walden Media baseado no livro Príncipe Caspian, o segundo da série As Crônicas de Nárnia, escrita por C.S. Lewis. É também o segundo filme da série cinematográfica The Chronicles of Narnia, após The Chronicles of Narnia: The Lion, the Witch and the Wardrobe e sucedido pelo filme The Chronicles of Narnia: The Voyage of the Dawn Treader.
O filme é dirigido pelo neozelandês Andrew Adamson como fez no filme anterior. As filmagens ocorreram na Nova Zelândia mas também ocorreram filmagens na Polônia, na República Checa e na Eslovênia. Sua estréia no Brasil ocorreu em 30 de maio de 2008 e a estréia em Portugal aconteceu em 24 de julho de 2008.

## Sinopse
Um ano após os eventos do filme anterior, os irmãos Pevensie: Susana, Pedro, Edmundo e Lúcia são chamados de volta para Nárnia. Para eles passou apenas um ano em nosso mundo, mas em Nárnia passaram-se mais de 1300 anos e tudo mudou. Nárnia foi dominada pelos telmarinos, liderados pelo rei Miraz que procura impedir que o herdeiro do trono, príncipe Caspian, de se tornar o seu sucessor. O príncipe então usa a trompa mágica de Susana para invocar a ajuda dos antigos reis e rainhas de Nárnia e assim depois de várias batalhas, seu objetivo era devolver aos antigos habitantes de Nárnia o país que fora tomado pelos telmarinos.

## Elenco
- William Moseley ... Pedro Pevensie
- Georgie Henley ... Lúcia Pevensie
- Skandar Keynes ... Edmundo Pevensie
- Anna Popplewell ... Susana Pevensie
- Ben Barnes ... Príncipe Caspian
- Liam Neeson ... Aslam
- Peter Dinklage ... Trumpkin
- Warwick Davis ... Nikabrik
- Vincent Grass ... Doutor Cornelius
- Pierfrancesco Favino .... Lord Glozelle
- Cornell John ... Ciclone
- Sergio Castellitto ... Rei Miraz
- Alicia Borrachero ... Rainha Prunaprismia

## Trilha sonora
A trilha sonora, com 16 faixas, foi composta por Harry Gregson-Williams e foi lançada no dia 13 de maio, dois dias antes da estréia do filme nos EUA. Tem a participação dos cantores: Regina Spektor interpretando a música The Call, Oren Lavie interpretando a música A Dance 'Round Memory Tree, Switchfoot interpretando a música This is Home e Hanne Hukkelberg interpretando a música Lucy.
1. Prince Caspian Flees
2. The Kings and Queens of Old
3. Journey to the How
4. Arrival at Aslan's How
5. Raid on the Castle
6. Miraz Crowned
7. Sorcery and Sudden Vengeance
8. The Duel
9. The Armies Assemble
10. Battle at Aslan's How
11. Return of the Lion
12. The Door in the Air
13. The Call
14. A Dance 'Round the Memory Tree
15. This Is Home
16. Lucy (Não creditada no filme)

A música This is Home foi usada na divulgação do filme, ganhando um vídeo clip com participação da banda Switchfoot mesclada com cenas do filme
A cantora Imogen Heap, que fez uma participação na trilha sonora do primeiro filme (com a música Can't Take it In), foi novamante  convidada a interpretar uma música na trilha sonora de Príncipe Caspian. Ela compôs a música Polyfilla mas foi rejeitada pelos produtores por considerá-la muito obscura para o filme. Imogen anunciou, em seu Vídeo Blog #21, que a música estará no seu 3° álbum de inéditas (ainda sem título), no mesmo vídeo blog ela apresenta um pedaço da música e explica porque ela não foi aceita no filme.

## DVD
O DVD começou a ser vendido no dia 2 de dezembro nos EUA, no Brasil e ficou disponível para locação desde o dia 5 de novembro e para compra a partir de Janeiro de 2009. Foi disponibilizado nos formatos DVD e Blu-ray e nas versões simples, apenas com comentários de áudio do diretor Adrew Adamson e dos atores principais e uma versão de colecionador chamada "3-Disc Collector's Edition DVD", que conta com o DVD Simples, um DVD extra com cenas excluídas, 9 extras e erros de gravação, além de um terceiro DVD com uma cópia em DisneyFile Digital Copy. A Versão em Blu-Ray Duplo terá extras mais ousados, como "Visão Interativa" e "Criação do Castelo". A versão Blu-Ray Tripla tem além de todos estes extras, um outro disco com a cópia do filme e o áudio do filme em 7.1 Dobly Digital.

## Prêmios e indicações
- Venceu o Teen Choice Awards [3], na categoria de filme Ação e Aventura.
- Foi indicado em três categorias no Young Artist Awards: Melhor Ator para Skandar Keynes, Melhor Atriz para Georgie Henley e Melhor Elenco para Georgie Henley, Skandar Keynes, William Moseley e Anna Popplewell.